# Louis Siquet
Louis Siquet (* 9. August 1946 in Büllingen) ist ein belgischer Politiker der Sozialistischen Partei (SP). Er ist seit 1997 Mitglied des Rates beziehungsweise des Parlaments der Deutschsprachigen Gemeinschaft, dem er von 2004 bis 2010 als Präsident vorstand, und war bis 2014 Senator der Deutschsprachigen Gemeinschaft. 

## Leben
Louis Siquet erwarb nach der Mittleren Reife eine administrative Ausbildung in Sozialgesetzgebung. Daraufhin war er zunächst als Sozialbeamter und Amtsvorsteher tätig.
Seine politische Karriere begann im Jahr 1997 als Abgeordneter des Rates (heute Parlament) der Deutschsprachigen Gemeinschaft, als er für Karl-Heinz Lambertz (SP), damals Minister in der Gemeinschaftsregierung, nachrückte. Nach den Parlamentswahlen von 1999 behielt Siquet seinen Platz im DG-Parlament und wurde gleichzeitig zum ersten Mal Vertreter der Deutschsprachigen Gemeinschaft im (föderalen) Senat.
Dieses Mandat hielt er bis zu den Gemeinschaftswahlen von 2004 inne. Danach wurde er zum Präsidenten des DG-Parlamentes gewählt, während Berni Collas (PFF) Gemeinschaftssenator wurde. Nach dem plötzlichen Tod von Collas wurden allerdings innerhalb Regierungskoalition die Posten neu besetzt, sodass Louis Siquet am 1. Februar 2010 wieder als Senator der Deutschsprachigen Gemeinschaft gewählt wurde, während das Amt des Parlamentspräsidenten an Ferdel Schröder (PFF) ging.
Die parlamentarische Arbeit von Louis Siquet konzentrierte sich insbesondere auf die Problematik der Grenzgänger zwischen Belgien und Deutschland beziehungsweise Luxemburg. Das Interesse der Medien erweckte Siquet im Jahr 2008, als er gemeinsam mit einem französischsprachigen und einem niederländischsprachigen Musikproduzenten ein Lied mit dem Titel „Mein kleines Belgien“ aufnahm, um die Einheit des Landes zu beschwören. Eine CD überreichte er dem damaligen belgischen König Albert II. bei einem Empfang in Brüssel.
Nach den Gemeinschaftswahlen vom 25. Mai 2014 wurde Siquet von Alexander Miesen (PFF) als Gemeinschaftssenator abgelöst. Seitdem tagt er wieder als einfacher Abgeordneter.
Louis Siquet ist Träger des Leopoldsordens sowie verschiedener bürgerlicher Auszeichnungen.

## Übersicht der politischen Ämter
- 1997 – heute: Mitglied des Parlaments der Deutschsprachigen Gemeinschaft
- 1999 – 2004: Senator
- 2004 – 2010: Präsident des Parlaments der Deutschsprachigen Gemeinschaft
- 2010 – 2014: Senator